# Juvisy-sur-Orge
Juvisy-sur-Orge és un municipi francès, situat al departament de l'Essonne i a la regió de Illa de França. L'any 2007 tenia 14.153 habitants.
Forma part del cantó d'Athis-Mons i del districte de Palaiseau. I des del 2016, de la divisió Grand-Orly Seine Bièvre de la Metròpoli del Gran París.

## Demografia

### Població
El 2007 la població de fet de Juvisy-sur-Orge era de 14.153 persones. Hi havia 6.379 famílies, de les quals 2.585 eren unipersonals (1.076 homes vivint sols i 1.509 dones vivint soles), 1.642 parelles sense fills, 1.675 parelles amb fills i 477 famílies monoparentals amb fills.
La població ha evolucionat segons el següent gràfic:
Habitants censats

### Habitatges
El 2007 hi havia 6.993 habitatges, 6.523 eren l'habitatge principal de la família, 105 eren segones residències i 366 estaven desocupats. 2.108 eren cases i 4.745 eren apartaments. Dels 6.523 habitatges principals, 3.191 estaven ocupats pels seus propietaris, 3.178 estaven llogats i ocupats pels llogaters i 154 estaven cedits a títol gratuït; 995 tenien una cambra, 1.267 en tenien dues, 1.747 en tenien tres, 1.192 en tenien quatre i 1.321 en tenien cinc o més. 4.300 habitatges disposaven pel capbaix d'una plaça de pàrquing. A 3.440 habitatges hi havia un automòbil i a 1.379 n'hi havia dos o més.

## Personatges il·lustres
- Emmanuelle Charpentier. Investigadora bioquímica. Premi Nobel de Química de l'any 2020.

### Piràmide de població
La piràmide de població per edats i sexe el 2009 era:
| Homes | Edats   | Dones |
| ----- | ------- | ----- |
| 8     | 95 o +  | 24    |
| 4     | 90 a 94 | 56    |
| 32    | 85 a 89 | 92    |
| 40    | 80 a 84 | 132   |
| 176   | 75 a 79 | 268   |
| 168   | 70 a 74 | 276   |
| 316   | 65 a 69 | 352   |
| 216   | 60 a 64 | 324   |
| 284   | 55 a 59 | 280   |
| 360   | 50 a 54 | 372   |
| 392   | 45 a 49 | 412   |
| 400   | 40 a 44 | 420   |
| 460   | 35 a 39 | 480   |
| 536   | 30 a 34 | 536   |
| 589   | 25 a 29 | 672   |
| 320   | 20 a 24 | 456   |
| 293   | 15 a 19 | 253   |
| 336   | 10 a 14 | 332   |
| 392   | 5 a 9   | 240   |
| 308   | 0 a 4   | 376   |

## Economia
El 2007 la població en edat de treballar era de 9.571 persones, 7.503 eren actives i 2.068 eren inactives. De les 7.503 persones actives 6.803 estaven ocupades (3.504 homes i 3.299 dones) i 700 estaven aturades (323 homes i 377 dones). De les 2.068 persones inactives 504 estaven jubilades, 919 estaven estudiant i 645 estaven classificades com a «altres inactius».

### Ingressos
El 2009 a Juvisy-sur-Orge hi havia 6.750 unitats fiscals que integraven 14.794,5 persones, la mediana anual d'ingressos fiscals per persona era de 21.776 €.

### Activitats econòmiques
Dels 959 establiments que hi havia el 2007, 4 eren d'empreses extractives, 14 d'empreses alimentàries, 3 d'empreses de fabricació de material elèctric, 1 d'una empresa de fabricació d'elements pel transport, 6 d'empreses de fabricació d'altres productes industrials, 133 d'empreses de construcció, 234 d'empreses de comerç i reparació d'automòbils, 45 d'empreses de transport, 72 d'empreses d'hostatgeria i restauració, 31 d'empreses d'informació i comunicació, 40 d'empreses financeres, 39 d'empreses immobiliàries, 151 d'empreses de serveis, 125 d'entitats de l'administració pública i 61 d'empreses classificades com a «altres activitats de serveis».
Dels 262 establiments de servei als particulars que hi havia el 2009, 1 era una comissaria de policia, 1 oficina d'administració d'Hisenda pública, 1 oficina del servei públic d'ocupació, 3 oficines de correu, 10 oficines bancàries, 5 funeràries, 10 tallers de reparació d'automòbils i de material agrícola, 2 establiments de lloguer de cotxes, 3 autoescoles, 27 paletes, 30 guixaires pintors, 16 fusteries, 14 lampisteries, 12 electricistes, 15 empreses de construcció, 22 perruqueries, 2 veterinaris, 8 agències de treball temporal, 56 restaurants, 11 agències immobiliàries, 9 tintoreries i 4 salons de bellesa.
Dels 89 establiments comercials que hi havia el 2009, 3 eren supermercats, 1 una gran superfície de material de bricolatge, 12 botiges de menys de 120 m², 10 fleques, 2 carnisseries, 2 peixateries, 8 llibreries, 25 botigues de roba, 1 una botiga de roba, 3 sabateries, 3 botigues d'electrodomèstics, 3 botigues de mobles, 1 una botiga de mobles, 2 drogueries, 6 perfumeries, 2 joieries i 5 floristeries.

## Equipaments sanitaris i escolars
El 2009 hi havia 1 hospital de tractaments de curta durada, 2 hospitals de tractaments de mitja durada (seguiment i rehabilitació), 1 centre d'urgències, 1 maternitat, 3 centres de salut, 6 farmàcies i 1 ambulància.
El 2009 hi havia 4 escoles maternals i 3 escoles elementals. A Juvisy-sur-Orge hi havia 1 col·legi d'educació secundària i 1 liceu tecnològic. Als col·legis d'educació secundària hi havia 485 alumnes i als liceus tecnològics 679.

## Poblacions més properes
El següent diagrama mostra les poblacions més properes.